# Cartes i escrits de Georg Friedrich Händel

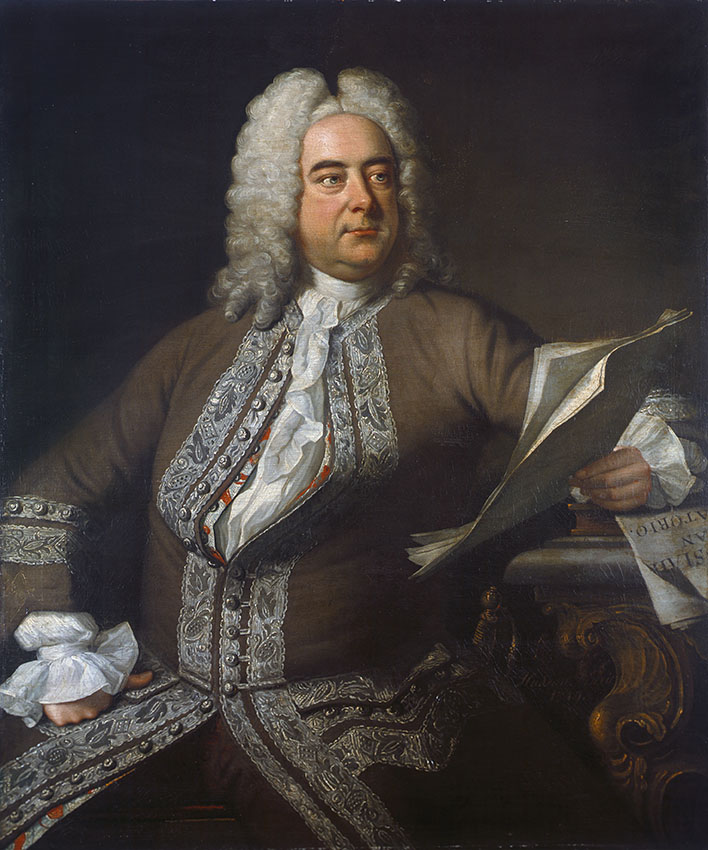
Georg Friedrich Händel

Sobre les cartes i escrits de Georg Friedrich Händel (1685-1759) són poques les que han arribat fins als nostres dies; menys que les d'altres compositors destacats. Händel va escriure relativament poques cartes i no va guardar cap diari. No obstant això, aquestes cartes que han sobreviscut proporcionen informació sobre els diversos aspectes de la vida de Händel. Una de les raons del petit nombre de cartes supervivents és que Händel no va ocupar cap càrrec que exigís la recopilació i l'emmagatzematge de registres i escrits.
Totes les seves cartes i escrits són d'un estil molt formal. El final habitual (de moltes cartes) era: «Senyor, el seu més obligat i humil servidor, GEORGE FRIDERIC HANDEL». Per exemple, es pot veure la carta del 30 de setembre de 1749 que es reprodueix en el document pdf citat més endavant.

## Cartes i escrits
La següent taula conté una relació resumida de les cartes i escrits coneguts de Händel. Cal tenir en compte que en els resums d'aquestes cartes i escrits es pretén mostrar, més o menys, com s'expressaria Händel.
| Data                     | Llengua | Dirigida a                                                          | Resum |
| ------------------------ | ------- | ------------------------------------------------------------------- | --- |
| 18 de març de 1704       | Alemany | Johann Mattheson (1681-1748)                                        | Händel afirma que gaudeix d'una conversa agradable amb Mattheson, i que aquesta conversa seria possible quan Mattheson es torni indispensable en l'Òpera. Händel expressa el seu desig de conèixer Mattheson abans de la seva partida (probablement a Hamburg). |
| Finals de juliol de 1711 | Francès | Andreas Roner                                                       | Händel li demana a Roner que transmeti elogis a Monsieur Hughes, i diu que escriurà Hughes el més aviat possible. Händel expressa el desig de rebre un poema escrit per Hughes i que fa alguns progressos amb la llengua francesa. |
| 29 de juny de 1716       | Anglès  | Mr John G—                                                          | Händel (posseïdor de 500 lliures en accions de la South Sea Company) declara que el dividend sobre les accions (en «el proper mes d'agost») s'ha de pagar al Sr. Thomas Carbonnel. (El cognom complet del destinatari s'ha eliminat del manuscrit) |
| 20 de febrer de 1719     | Francès | Michael Dietrich Michaelsen (1680-1748)                             | (Michaelsen s'havia casat amb la germana de Händel, Dorothea Sophia). Händel explica la seva demora a visitar Michaelsen per a assumptes urgents, assegura que aviat el visitarà i pregunta sobre la seva «Mama» (de Händel). Händel es manifesta inconsolable si no fos capaç de visitar-lo ben aviat (per compensar el seu retard). Händel es disculpa per (i s'avergonyeix de) un lliurament retardat de peltre, la qual cosa indica que el comerciant de Magdeburg no ha complert amb el seu encàrrec. Händel agraeix a Michaelsen pels bons desitjos que va enviar per Any Nou i desitja que el Totpoderós pugui donar prosperitat a Michaelsen i a la seva família. (Dorothea havia mort l'any anterior) Händel espera que el Totpoderós sanarà, amb la seva preciosa benedicció, la profunda ferida infligida a Michaelsen; i declara que sempre recordarà l'amabilitat que Michaelsen va mostrar a Dorothea. Finalment, Händel demana a Michaelsen que presenti els seus compliments al Sr. Rotth i a tots els seus amics. (El mestre Christian Roth era cosí de Händel.) |
| 24 de febrer de 1719     | Francès | Johann Mattheson                                                    | Händel escriu que està d'acord amb els punts de vista de Mattheson sobre la solmisació (un sistema d'atribució d'una síl·laba diferent a cada nota en una escala musical), i amb la falta d'utilitat dels modes musicals grecs en la «música moderna» (de l'època de Händel). En un punt desconegut, Händel afirma que no ha tingut temps suficient per donar-li al tema la concentració que mereix, però es compromet a fer-ho. |
| 14 de novembre de 1720   | Anglès  |                                                                     | El prefaci per a l'edició de Händel de les Suites de pieces pour le Clavecin. Les paraules de Händel són: «M'he vist obligat a publicar algunes de les següents lliçons, perquè era (a l'estranger) s'han fet còpies subreptícies i incorrectes. He afegit algunes noves (lliçons) perquè aconseguir que l'Obra sigui més útil, les quals trobaran un acolliment favorable. Encara procediré a publicar-ne més, considerant que és el meu haver de, amb el meu Petit Talent, servir a una Nació de la qual he rebut tanta Generositat i Protecció». |
| Finals de 1720           | Anglès  | Jorge I (1670-1727)                                                 | Händel li escriu al rei per presentar-li la seva òpera Radamisto. Händel adula al monarca: «Em sento encara més encoratjat per l'aprovació que vostè, Majestat, ha donat a la música d'aquest drama». La carta es va dirigir a The King's Most Excellent Majesty, i al final remata la carta amb «SIR, el Més Devot, el Més obedient, i el més fiable Súbdit i Serf de La seva Majestat». |
| febrer de 1725           | Anglès  | The Right Honourable The Lords Spiritual and Temporal in Parliament | Händel escriu que va néixer «a Trobi, a Saxònia, fora de la lleialtat de La seva Majestat», però sent de religió protestant, i havent «donat testimoniatge de lleialtat i fidelitat a La seva Majestat», va sol·licitar que el seu nom s'afegís en el text 'Un Acta per naturalitzar a Louis Sechehaye'. (El rei va promulgar l'acta el 20 de febrer de 1727 i Händel es va convertir en súbdit britànic.) |
| 22 de juny de 1725       | Francès | Michael Dietrich Michaelsen                                         | Händel escriu la carta per admetre que és culpable de no haver complert amb uns deures pendents amb Michaelsen. Händel reconeix i agraeix l'amabilitat demostrada per Michaelsen amb la seva mare (la de Händel). Demana a Michaelsen que li enviï notícies de tant en tant i explica que s'ha retardat la seva desitjada visita. Diu que se sentiria afalagat si Michaelsen li concedís un racó en la seva memòria, i rendeix el seu humil respecte envers l'esposa de Michaelsen (que s'havia tornat a casar després d'enviduar de la germana de Händel). Finalment, Händel abraça amb tendresa la seva benvolguda fillastra i a la resta de la seva família, i dona records per «a tots els nostres amics de tots dos sexes». |
| 11 de març de 1729       | Francès | Michael Dietrich Michaelsen                                         | Händel agraeix a Michaelsen la seva correspondència i explica que en els seus viatges les notícies són un gran consol. Händel detalla que tot el que Michaelsen ha de fer és «enviar les cartes sempre al Sr. Joseph Smith, banquer, de Venècia ... qui me les enviarà als diferents llocs on estaré a Itàlia». Händel expressa la seva alegria pel fet que Michaelsen i la seva família es trobin en perfecte estat de salut, i espera abraçar-los (en un viatge previst per al mes de juliol). |
| 19 de juny de 1730       | Francès | Francis Colman                                                      | (Francis Colman va escriure el llibret de l'obra Arianna in Creta, de Händel). Händel escriu sobre aconseguir la contralt Merighi, i que una soprano havia de ser originària d'Itàlia. Händel promet escriure en aquest sentit al Sr. Swinny i, a més, recomana que la soprano que es van a aconseguir sigui capaç d'interpretar parts dels papers masculins. Händel prega a Colman que no ho esmenti «en els contractes com a primer, segon o tercer paper perquè això interfereix en una determinada elecció i causa gran molèstia». Finalment, Händel sol·licita assistència per obtenir «un home i una dona per a la propera temporada que comença per l'octubre d'aquest any i acaba al juliol de 1731 ...». |
| 27 d'octubre de 1730     | Francès | Francis Colman (1691-1733)                                          | Händel agraeix a Colman pels seus esforços per involucrar al Sr. Senesino, i esmenta que de les mil quatre-centes guinees parlades, cent guinees ja s'han pagat a Senesino en dotze dies des de la seva arribada. A més, com la Sra. Pisani no ha arribat, i com la temporada està molt avançada, Händel informa que «anem a prescindir d'una altra dona d'Itàlia aquest any…». Händel escriu que és obligat que Colman pensi en la Senyora Madalena Pieri com la dona «que pot fer les parts dels homes», però que l'actual companyia de cinc és adequada, i que s'han trobat substituts per a la resta. Finalment, agraeix i reconeix la seva gratitud a Colman pel seu treball aconseguint cantants, ja que «en aquests moments la Cort i la Noblesa tenen una companyia del seu gust». |
| 23 de febrer de 1731     | Alemany | Michael Dietrich Michaelsen                                         | Händel agraeix Michaelsen per «la cura que ha tingut en enterrar a la meva mare segons els seus últims desitjos». Assenyalant que no pot detenir les seves llàgrimes, també escriu que la memòria de la seva mare es quedarà amb ell fins que es reuneixi amb ella «després d'aquesta vida». Promet mostrar la seva gratitud a Michaelsen amb «fets i amb paraules». I continua agraint una llista de persones i afirma que conservarà «com un molt preciós record» el material imprès que li ha enviat. Finalment, ofereix les seves condolences per la mort del cunyat de Michaelsen. |
| 10 d'agost de 1731       | Francès | Michael Dietrich Michaelsen                                         | Händel novament agraeix Michaelsen per ales molèsties que li hagin causat l'enterrament de la seva mare (la de Händel), i li agraeix les oracions fúnebres que va enviar. Promet pagar en part les seves obligacions amb Michaelsen, i acaba enviant els seus respectes i compliments a l'esposa de Michaelsen, a la seva fillola (de Händel), i a la resta de la família de Michaelsen. |
| 21 d'agost de 1733       | Alemany | Michael Dietrich Michaelsen                                         | Händel agraeix Michaelsen la seva anterior carta, per la proximitat haguda amb els parents a Gotha. Händel expressa la seva profunda gratitud per les molèsties que Michaelsen es va prendre «pel que fa als rebuts i despeses des de l'1 de juliol de l'any 1732 fins al 30 de juliol de 1733, sobre la casa que la meva mare va deixar». A causa d'assumptes urgents, lamenta no poder visitar-lo per veure la casa. L'agraeix per recordar-se de l'últim desig de la seva mare (la de Händel) respecte a la seva làpida. Dels comptes enviats, Händel observa que Frau Händelin paga 6 talers a l'any de lloguer, i diu a Michaelsen que li agradaria que ella no hagués de pagar cap lloguer, i que pogués viure a la casa tot el temps que volgués. Händel retorna «el compte amb la meva signatura», i promet no oblidar les seves «obligacions respecte això». Finalment, Händel envia salutacions a l'esposa de Michaelsen, a la família Taust i a tots els seus amics. |
| 27 d'agost de 1734       | Anglès  | (destinatari desconegut)                                            | Händel va escriure íntegrament: «A la meva arribada a la ciutat des del camp, em vaig sentir honrat per la seva amable invitació. Lament molt que, per la situació dels meus assumptes, em vegi privat de rebre aquest plaer compromès amb el Sr. Rich per portar les òperes en el Covent Garden. Al seu retorn a la ciutat, Senyor, compensaré aquesta pèrdua. Mentrestant, li prego a vostè el sincer respecte pel qual sóc senyor, el seu més obedient i humil Servidor…». |
| Finals d'agost de 1734   | Anglès  | Sir Wyndham Knatchbull-Wyndham (1699-1749)                          | Aquesta carta és més o menys una còpia de la carta amb data del 27 agost de 1734. |
| 29 de juliol de 1735     | Francès | Johann Mattheson                                                    | (No hi ha traducció disponible) |
| 28 de juliol de 1735     | Anglès  | Charles Jennens                                                     | (Jennens es va fer amic de Händel el 1735 i el va recolzar fidelment en tot moment. Jennens va preparar els llibrets de moltes de les obres de Händel. Händel dona les gràcies a Jennens per la seva «molt grata carta que inclou l'Oratori», i afirma que el que va llegir de l'obra li ha donat «una gran satisfacció». Händel escriu que l'esquema de treballs per a la propera temporada és desconegut, i que «l'òpera Alcina està en marxa i s'enviarà segons les seves instruccions». |
| 29 de juny de 1736       | Anglès  | Anthony Ashley-Cooper, IV comte de Shaftesbury (1711-1771)          | Händel agraeix a la seva Senyoria la seva carta, i afirma que troba «molt justes» (very just) les nocions oposades en la «Part de la carta dels Pares del meu Senyor Les seves relacionada amb la Musick (música)». |
| 28 d'agost de 1736       | Francès | Michael Dietrich Michaelsen                                         | Händel escriu que no hi ha ningú més proper al seu cor que la seva benvolguda neboda, per la qual cosa considera grates la notícia que ella es casi amb «una persona de tal mèrit i un personatge tan distingit». Agraeix que Michaelsen sol·liciti la seva aprovació i afirma que la bona educació de la seva neboda ajudarà a assegurar la seva felicitat. Escriu que s'ha pres la llibertat d'enviar al seu espòs un regal en forma de «un rellotge d'or de Delharmes, una cadena d'or i dos segells, un d'ametista i un altre d'ònix», i per a la seva neboda de regal «un anell de diamants que conté una sola pedra que pesa una mica més de set grams, impecable i de primera aigua». Diu que aquests regals s'envien al Sr. Sbüelen a Hamburg, i acaba manifestant el seu deute amb Michaelsen i la seva esposa. |
| 29 de desembre de 1741   | Anglès  | Charles Jennens                                                     | Händel agraeix a Jennens pel seu treball en l'oratori El Messies, i afirma que no és necessari «vendre ni una entrada a la porta» perquè «la noblesa em va fer l'honor de fer entre ells una subscripció per 6 nits, omplint una sala de 600 persones». Esperant evitar la vanitat, escriu que «la representació va ser rebuda amb l'aprovació general», amb (la soprano) Sigra Avolio complaent «extraordinàriament». Händel elogia «l'agradable sala», les altres veus i instruments, i al director, el Sr. Dubourgh. Destacant pel seu gran ànim i bona salut, afirma que «em vaig exercitar amb el meu orgue amb més èxit que de costum». Händel escriu que va obrir amb l'Allegro, el Penseroso i el Moderato, i assegura a Jennens que les «Paraules del Moderato són molt admirades» per l'audiència, que va incloure: «La Flor de les Dames Distingides i altres Persones de la major qualitat» i «Bisbes, Degans, Caps de la Col·lecta, les persones més eminents en la Llei com el Canceller, Auditor General, i etc». Händel elogia el tractament general que ha rebut en aquesta «Nació generosa», i esmenta que ja s'ha proposat un pla per a més representacions, amb «El meu senyor Duc el senyor Tinent que fàcilment obtindrà permís més llarg per a mi davant La seva Majestat». Händel demana a Jennens que insinuï els seus «Respectes més devots al meu Senyor i La meva Senyora Shaftesbury», i els seus compliments per Sir Windham Knatchbull. A més, Händel sol·licita a Jennens que presenti els seus «humils serveis (de Händel) a alguns altres patrocinadors i amics meus». Després de sol·licitar notícies de la salut i el benestar de Jennens, Händel esmenta que ha sentit notícies sobre el mal èxit de l'òpera de Jennens, encara que (Händel) va trobar la primera òpera que el va fer «molt feliç al llarg del meu viatge». Händel cita (en francès) les paraules d'un «cert home noble» pel que fa a «la segona Òpera, anomenada Penelope». |
| 9 de setembre de 1742    | Anglès  | Charles Jennens                                                     | Händel explica que havia planejat una visita a Jennens en el seu viatge d'Irlanda a Londres per donar una explicació verbal de «quina ben havia estat rebut la seva Mesías», no obstant això, Händel va adjuntar una ressenya del oratorio «gens menys que del Bisbe» d'Elphim (Un noble molt versat en musick) «. Händel es compromet a «enviar el Llibre del Mesías imprès al Sr. Sted», de part de Jennens. Händel es reserva la ressenya dels seus èxits a Irlanda fins que es troba amb Jennens a Londres; no obstant això, afirma que la idea que «l'Adreça de l'Òpera del proper hivern deixada a la seva cura, no té fonament». Händel diu que no està segur si continuarà amb Oratorios, tret que a Irlanda ja s'ha planejat una gran subscripció per a aquest fi en 12 mesos. Händel lamenta no haver-se detingut per veure a Lord Guernsey durant els seus viatges, i afirma que encara mancada molt per a novembre, que és quan espera veure a Jennens a Londres. |
| 9 de juny de 1744        | Anglès  | Charles Jennens                                                     | Händel escriu que ha sentit immens plaure en assabentar-se de l'arribada segura de Jennens al país, i la millora de la salut de Jennens. Com Jennens ha encoratjat els compromisos del Mesías de Händel, Händel adona del seu compromís amb la Casa de l'Òpera en el Haymarket, així com dels cantants: Sigra Francesina, Turner Robinson, John Beard, Thomas Reinhold, Bernard Gates i els seus fills, i «varis dels millors cantants per als cors». Händel @esperar Susannah Maria Cibber canti per a ell, i @esperar la deixi el Sr. Riches «(per qui està compromesa en el Covent Garden House)». Finalment, Händel li demana a Jennens que li enviï el primer acte del nou oratorio (Belshazzar). |
| 19 de juliol de 1744     | Anglès  | Charles Jennens                                                     | Händel agraeix a Jennens pel primer acte de Belsasar, està d'acord amb la llarga durada del primer acte (i amb els actes següents més curts), i sol·licita a Jennens que enviï els altres actes. Händel també sol·licita que Jennens «assenyali quals passatges del Mesías el teu creus que requereixen modificació». |
| 21 d'agost de 1744       | Anglès  | Charles Jennens                                                     | Händel agraeix a Jennens pel segon acte de Belsasar, diu que està content amb això i que farà tot el possible per fer-li justícia. Händel acaba dient que està impacient per rebre el tercer acte. |
| 13 de setembre de 1744   | Anglès  | Charles Jennens                                                     | Händel escriu que l'»excel·lent oratorio» de Jennens (Belsasar) li ha agradao mcho en posar-li música, que és «una peça noble, molt gran i poc comuna», i li ha donat l'oportunitat de «algunes idees molt particulars». «i» gran cor «. Händel li demana a Jennens que li enviï l'últim acte perquè «jo pugui regular-me a mi mateix tan bé com sigui possible», i acaba la carta indicant que està obligat a Jennens «per un regal tan generós». |
| 2 d'octubre de 1744      | Anglès  | Charles Jennens                                                     | Händel escriu que va rebre el tercer acte del oratorio (Belshazzar) amb molt plaure i afirma que és «molt bo i sublim». Händel després afirma que el treball és massa llarg i que duraria quatre hores quan s'afegís la música. A causa de la longitud, Händel suggereix diverses modificacions, i @esperar Jennens ho visiti a Londres el proper hivern. Händel escriu que té un bon grup de cantants: S. Francesina (Nitocris), Miss Anastasia Robinson (Cyrus), Mrs. Cibber (Daniel), Mr Beard (Belshazzar), Mr. Reinhold (Tobias) i «un bon nombre cantants per al cor «. Händel proposa «24 nits per actuar aquesta temporada els dissabtes, però en Quaresma els dimecres o els divendres, i que «obriré el 3 de novembre». |
| 30 de setembre de 1749   | Anglès  | Charles Jennens                                                     | En resposta a la sol·licitud de Jennens, Händel dona el seu parer sobre les característiques d'un òrgan que construirà el Sr. Richard Bridge. . |
| 24 de febrer de 1750     | Anglès  | (A l'encarregat de l'oficina)                                       | Segons paraules de Händel: «Havent rebut el permís de Artillery Kettle Drums per a ús mio en el Oratorio en aquesta temporada, li prego que ho consigni al Portador de la present, Sr. Frideric Smith». |
| 25 de desembre de 1750   | Francès | Georg Philipp Telemann (1681-1767)                                  | Händel escriu que estava a punt de viatjar de l'Haia a Londres quan se li va lliurar la carta de Telemann (per part del Sr. Passerini). Händel continua dient que va escoltar cantar a l'esposa de Passerini i que està «convençut de la seva rara capacitat». Mentre els Passerinis viatgen a Escòcia per a sis mesos de concerts, seguit d'un viatge a Londres, Händel promet prestar-los tot el suport que pugui, i afirma que la Sra. Passerini «podria perfeccionar-se en la llengua anglesa» durant els seus viatges. Händel promet a Telemann que sempre correspondrà a la seva amabilitat i que «Els teus modals i la teva reputació han causat una gran impressió en el meu cor i en la meva ment». Händel agraeix a Telemann «pel bell treball du sisteme d'intervalles que m'ha enviat amablement». Händel acaba emplenant a Telemann pel seu perfecte estat de salut (sent de «edat bastant avançada»), i, remarcant la passió de Telemann per les plantes exòtiques, envia un regal d'un calaix caso de «flors selectes ...d'encantadora raresa» amb l'observació «si el que diuen és cert, tindrà les millors plantes de tota Anglaterra «. |
| 20 de setembre de 1754   | Francès | Georg Philipp Telemann                                              | Händel comença informant que el capità Jean Carsten li va enviar la notícia que Telemann havia mort, però continua manifestant la seva alegria en sentir més endavant (del mateix capità) que la primera notícia era falsa. Telemann havia elaborat prèviament una llista de plantes exòtiques que Händel podria aconseguir, i Händel li escriu que li complau enormement anunciar que els ha obtingut gairebé totes i que seran enviades «pel primer vaixell que surti d'aquí». Händel acaba amb l'esperança que la present resulti del gust de Telemann, i requerint de Telemann li enviï notícies sobre l'estat de la seva salut. |
| 11 d'abril de 1759       | Anglès  |                                                                     | Última voluntat de Händel que inicia: En el Nom de Déu Amén. Jo George Frederic Händel, considerant l'incert de la vida humana, escric aquesta la meva Voluntat de la següent manera... |